# بلازا ديل سي
بلازا ديل سي (بالإسبانية: Plaza del sí، أي: ساحة «نعم») كانت مظاهرة نظمت في الأرجنتين في 6 أبريل 1990 في بلازا دي مايو. اتصل بها الصحفي برناردو نيوستاد وطلب الدعم للرئيس آنذاك كارلوس منعم. حضره 80.000 شخص. حضر الناس المظاهرة بدون لافتات سياسية. ألقى منعم كلمة مقتضبة، وطلب الوحدة الوطنية.